# Rhinoprenes pentanemus
Rhinoprenes pentanemus – gatunek ryby z rodziny szpadelkowatych (Ephippidae), jedyny przedstawiciel rodzaju Rhinoprenes.